# Горно Пунушевце
Горно Пунушевце или Пунешевци (на сръбски: Горње Пунушевце или Gornje Punuševce) е село в Югоизточна Сърбия, Пчински окръг, Град Враня, община Враня.

## География
Селото се намира в планински район. Разположено е на източния склон на рида Мотина, високо над десния бряг на река Кочурица. По своя план е пръснат тип селище, съставено от махали и отделни къщи. Отстои на 25 км югоизточно от общинския и окръжен център Враня, на север от село Долно Пунушевце, на 5 км южно от село Барелич и на североизток от село Чурковица.

## История
В края на XIX век селото е част от Прешевска кааза на Османската империя. Според статистиката на Васил Кънчов („Македония. Етнография и статистика“) от 1900 година Пунешевце е населявано от 125 жители българи християни. Според патриаршеския митрополит Фирмилиан в 1902 година в Пунешевце има 24 сръбски патриаршистки къщи.
По време на Първата световна война селото е във военновременните граници на Царство България, като административно е част от Вранска околия на Врански окръг.
В 2002 година в селото има 40 жители, сърби. Според преброяването на населението от 2011 г. селото има 30 жители.